# DeWitt Bodeen
DeWitt Bodeen, auch Dewitt Bodeen und De Witt Bodeen (* 25. Juli 1908 in Fresno, Kalifornien, Vereinigte Staaten; † 12. März 1988 in Woodland Hills, Kalifornien) war ein US-amerikanischer Schriftsteller, Bühnen- und Drehbuchautor bei Film und Fernsehen.

## Leben
Bodeen hatte sich nach seinem Studium an der UCLA in jungen Jahren als Bühnenschauspieler und gelegentlich auch als Bühnenautor versucht. Von seinen Werken schaffte es lediglich Harvest of Years an den Broadway in New York. Das kurzlebige Stück lief dort von 12. bis 26. Januar 1948 und brachte es auf insgesamt 16 Vorstellungen.
Seine filmische Laufbahn begann 1942, als der auf Horrorfilme spezialisierte Produzent Val Lewton Bodeen verpflichtete. Gleich Bodeens Erstling Katzenmenschen wurde ein durchschlagender Erfolg, und Bodeen setzte bis 1944 seine Zusammenarbeit mit dem B-Film-Produzenten fort. Danach arbeitete er nur noch sporadisch für das Kino. Zu seinen späteren Erfolgen zählen der gefühlige Familienfilm Geheimnis der Mutter und Die Verdammten der Meere, eine Allegorie über das Gute und Böse im Mantel eines Abenteuer- und Seefahrerfilms. Dort arbeitete Bodeen mit Peter Ustinov zusammen. Es sollte seine letzte Filmtätigkeit sein. Zuvor, in den 50er Jahren, hatte sich Bodeen ganz auf die Autorenschaft beim Fernsehen beschränkt.
DeWitt Bodeen hat auch eine Reihe von Büchern über Persönlichkeiten vom Film verfasst, darunter From Hollywood und More From Hollywood! Drei Jahre lang gehörte er überdies der Academy of Motion Picture Arts and Sciences an. In seinen späten Lebensjahren verbrachte er viel Zeit im nordostspanischen Cadaqués und kam dann und wann nach London, um für das dortige Theater tätig zu werden.

## Filmografie (Auswahl)
Drehbuch
- 1942: Katzenmenschen (Cat People)
- 1943: The Seventh Victim
- 1943: Yellow Canary
- 1944: The Curse of the Cat People
- 1944: Mit den Augen der Liebe (The Enchanted Cottage)
- 1947: Night Song
- 1948: Geheimnis der Mutter (I Remember Mama)
- 1948: Die Glocken von Coaltown (The Miracle of the Bells)
- 1949: Mrs Mike
- 1952: Mr. & Mrs. North (Fernsehserie)
- 1955: Climax (Fernsehserie)
- 1955–56: The Star and the Story (Fernsehserie)
- 1954–57: Schlitz Playhouse of Stars (einzelne Folgen der TV-Reihe)
- 1960: Twelve to the Moon
- 1961: Die Verdammten der Meere (Billy Budd)

Literarische Vorlage
- 1982: Katzenmenschen (Cat People)